# Przewóz (gmina)
Przewóz – gmina wiejska w województwie lubuskim, w powiecie żarskim. W latach 1975–1998 gmina położona była w województwie zielonogórskim.
Siedziba gminy to Przewóz.
Według danych z 30 czerwca 2004 gminę zamieszkiwało 3296 osób.

## Historia
W roku 1008 Bolesław I Chrobry przyłączył Łużyce do Polski. W drugiej połowie XIII wieku Przewóz był w księstwie żagańskim, od 1303 do 1319 roku był we władaniu rodu Askańczyków z Brandenburgii, następnie pod panowaniem polskim w granicach Dolnego Śląska jako część księstw jaworskiego i żagańskiego. W latach 1311–1945 posiadał prawa miejskie.

## Ochrona przyrody
Na obszarze gminy znajdują się następujące rezerwaty przyrody:
- rezerwat przyrody Żurawie Bagno – chroni ekosystem żywego torfowiska pojeziernego wraz z charakterystyczną roślinnością i fauną;
- częściowo rezerwat przyrody Nad Młyńską Strugą – chroni drzewostanów lasów grądowych i łęgowych;
- rezerwat przyrody Zacisze – chroni zbiorowiska roślinności bagiennej i torfowiskowej;
- rezerwat przyrody Przygiełkowe Moczary – chroni zbiorowiska roślinności bagiennej i torfowiskowej, szczególnie mszaru przygiełkowego z charakterystycznymi gatunkami zespołu przygiełki brunatnej oraz mszaru wysokotorfowiskowego.

## Struktura powierzchni
Według danych z roku 2002 gmina Przewóz ma obszar 178,32 km², w tym:
- użytki rolne: 25%
- użytki leśne: 66%

Gmina stanowi 12,8% powierzchni powiatu.

## Demografia
Według stanu z 28 czerwca 1946 gmina liczyła 540 mieszkańców.
Dane z 30 czerwca 2004:
| Opis                              | Ogółem | Ogółem | Kobiety | Kobiety | Mężczyźni | Mężczyźni |
| --------------------------------- | ------ | ------ | ------- | ------- | --------- | --------- |
| jednostka                         | osób   | %      | osób    | %       | osób      | %         |
| populacja                         | 3296   | 100    | 1678    | 50,9    | 1618      | 49,1      |
| gęstość zaludnienia (mieszk./km²) | 18,5   | 18,5   | 9,4     | 9,4     | 9,1       | 9,1       |

- Piramida wieku mieszkańców gminy Przewóz w 2014 roku[1].

## Sołectwa
Bucze, Dąbrowa Łużycka, Dobrochów, Lipna – Jamno, Mielno, Piotrów, Przewóz – Potok, Sanice – Dobrzyń, Sobolice, Straszów, Włochów.

## Pozostałe miejscowości
Dobrzyń, Jamno, Mała Lipna (miejscowość bez zabudowań, istniejąca jako obręb geodezyjny), Potok.

## Sąsiednie gminy
Gozdnica, Lipinki Łużyckie, Łęknica, Pieńsk, Trzebiel, Węgliniec, Wymiarki, gmina Żary. Gmina sąsiaduje z Niemcami.